# Piergiuseppe Caporale
Piergiuseppe Caporale, detto Peppe (Torino, 20 agosto 1941 – Roma, 3 febbraio 2020), è stato un giornalista, critico musicale e autore televisivo italiano.

## Biografia

Piergiuseppe Caporale negli anni '70

Nato a Torino e cresciuto a Roma, si laureò all'Università degli Studi di Roma "La Sapienza".
Collaborò con diverse testate (fra cui Nuovo Sound e Ciao 2001) occupandosi soprattutto di musica leggera, e curando l'ufficio stampa per diversi artisti, fra cui Claudio Baglioni.
Fu anche autore di testi per la televisione curando in particolare quelli della trasmissione Stereo andata in onda fra il 1982 ed il 1983.
Nel 1982 la casa editrice Anthropos pubblicò un vademecum che si rivolgeva alle rock-band dal titolo Il manuale del Gruppo Rock che, prendendo ad esempio il Banco del Mutuo Soccorso, forniva utilissime informazioni a tutti quei giovani musicisti che si avvicinavano al settore della musica.
Fu fra i soci fondatori dell'associazione D.A.C. Diritto d'autore e connesso che si occupa della rappresentanza e gestione collettiva del diritto d'autore.
Legato all'ambiente romano del Folkstudio fu anche produttore per cantautori e musicisti: produsse fra l'altro nel 1979 per la Polydor un album eponimo di Edoardo De Angelis, registrato a Londra e negli Abbey Road Studios.
Visse a Roma fino alla morte, avvenuta nel 2020 all'età di 78 anni.

## Vita privata
Era padre della telegiornalista sportiva Elisabetta Caporale.